# Lethrus schaumi
Lethrus schaumi är en skalbaggsart som beskrevs av Edmund Reitter 1890. Lethrus schaumi ingår i släktet Lethrus och familjen tordyvlar. Inga underarter finns listade i Catalogue of Life.